# Fatal Bazooka
Pour les articles homonymes, voir Bazooka (homonymie).
Ne doit pas être confondu avec Bazooka (groupe).
Fatal Bazooka est un projet musical commun de musique humoristique, et rappeur fictif français, incarné par le comédien Michaël Youn, accompagné dans ses apparitions par Vincent Desagnat et Benjamin Morgaine.
Le groupe trouve son origine en 2002 dans un sketch du Morning Live, que les membres présentaient à l'époque sur la chaîne télévisée M6. Il est notamment connu pour les singles Fous ta cagoule (2006), Mauvaise foi nocturne, J'aime trop ton boule, Trankillement et Parle à ma main (2007).
En 2010, après trois ans de silence, il réapparait à l'occasion de la sortie d'un film centré sur sa carrière et sur sa chute, Fatal. Ce n'est qu'en 2020 qu'il revient dans la nouvelle émission de Michaël Youn, Le Morning Night, après 9 ans de silence avec sa musique J'arrive pas à danser.

## Biographie

### Origines
Le personnage de Fatal Bazooka trouve son origine en 2002 dans un sketch du Morning Live, que les membres présentaient à l'époque sur la chaîne télévisée M6.

### Biographie fictive
Synopsis du film Fatal: Fatal Bazooka possède sa biographie fictive. C'est un rappeur bling-bling à succès, jusqu'au jour où un chanteur d'« électro-bio », Chris Prolls, vient lui voler la vedette et lui prend sa précieuse place de « Numéro Uno ». Ivre lors de la cérémonie des « Music Awards de la musique », il offre sur scène un spectacle déplorable, provoquant un scandale et amenant la presse à le boycotter, ce qui cause sa ruine et son divorce. Fatal retourne alors dans son village natal en Savoie, et essaye de devenir berger, comme le fut son père. Mais de toute évidence ce travail n'est pas fait pour lui, et, poussé par sa mère et par son amie d'enfance Heidi restée en Savoie, Fatal décide de prendre sa revanche.

### Débuts et succès (2006—2007)
Fatal Bazooka publie son premier single, Fous ta cagoule, en 2006, écrit par Gérard Baste, est celui qui le rendra célèbre. Le single atteint la 1re place des charts en France et Belgique, et le top 8 en Suisse.
Le 28 mai 2007, Fatal Bazooka sort son premier album, T'as vu ?, qui contient plusieurs singles à succès. Le premier single, Mauvaise foi nocturne, sorti cette même année, également écrit par Gérard Baste, parodie de bout en bout la chanson/clip Confessions nocturnes de Diam's et Vitaa. Fatal parodie le personnage de Diam's, tandis que Pascal Obispo, alias « Vitoo », parodie Vitaa. Le style musical est identique à la chanson originale, mais les paroles sont modifiées. Le clip met en scène une histoire semblable à Confessions nocturnes, où Fatal et Vitoo tentent de reprendre le dessus sur la copine de Vitoo, qui se venge d'avoir été trompée par celui-ci. Il existe au moins quatre versions de cette chanson, comprenant chacune des parties différentes (notamment la scène dans la voiture, après avoir quitté l'appartement de la demoiselle).
Le troisième single de Fatal Bazooka, J'aime trop ton boule, aussi sorti en 2007, parodie les chanteurs de ragga tels que Lord Kossity et Sean Paul. Le début du clip met en scène l'arrivée de Fatal dans une boîte de nuit. Le clip fait d'abord croire qu'il tente de séduire une fille, puis la fille est littéralement écartée, et l'intérêt de Fatal se porte finalement sur un homme (joué par Magloire). Le reste du clip est un hymne plein d'humour au corps masculin, avec un homoérotisme décomplexé. Dans une séquence du clip, les deux hommes (Magloire et Fatal Bazooka) se frottent langoureusement, tout en utilisant des perceuses électriques sur des planches de bois, parodie des filles faisant du bricolage de façon suggestive dans le clip de Satisfaction de Benny Benassi. Une autre séquence du clip parodie celle du single house d'Eric Prydz Call on Me, qui met en scène une séance de fitness langoureuse entre filles : dans la parodie, tous les participants sont des hommes[réf. souhaitée].
Le single Trankillement (2007) reprend l'égocentrisme stéréotypé des rappeurs américains (dont certaines pistes ont pour but de se mettre eux-mêmes en valeur), le tout tourné en dérision (toujours dans le contexte de la provenance des Alpes, avec le clin d'œil à Chambéry). Fatal et son ami Lord Kossity, au cœur d'une parodie des fiestas souvent présentes dans les clips de rap américain (ambiance alcool, sexy et bikini) tournée en dérision. On reconnaît un peu le style Jackass du film Les Onze Commandements de Michaël Youn (dont les principaux acteurs sont les membres du groupe), derrière le chaos engendré par la fête (la scène dans la piscine aurait d'ailleurs été tournée dans une villa de la Côte d'Azur, dans laquelle l'équipe de tournage et les acteurs auraient pénétré illégalement, en l'absence du propriétaire, ce qui est dans l'esprit du film). Le clip regorge de clins d'œil, notamment au frunkp et aux « chorégraphies de l'été ». Le clip a été réalisé par Kourtrajmé. Le morceau sample Gotta Take Your Love du groupe Game et le chant du refrain est inspiré de Workin' Day and Night de Michael Jackson.
Parle à ma main (2007), interprété avec la chanteuse Yelle montre pour la première fois la sœur de Fatal, Christelle Bazooka, jouée aussi par Michaël Youn. On peut aussi y voir Vincent Desagnat en jeune adolescent.

### Retours (2010—2021)
En 2010, après trois ans de silence, il réapparait à l'occasion de la sortie d'un film centré sur sa carrière et sur sa chute, Fatal. À l'occasion de la sortie du film, un nouveau titre est sorti : Ce matin va être une pure soirée en collaboration avec Big Ali, PZK, Dogg Soso et le DJ Chris Prolls (personnage du film, n'apparaissant pas dans le clip). Fatal Bazooka revient en 2014 à l'occasion d'un concert pour les NRJ Music Awards, mais l'accueil du public est partagé.
En 2020, Youn annonce le retour de Fatal Bazooka, dans sa nouvelle émission, intitulée Le Morning Night, diffusée sur M6, et dit travailler sur une danse baptisée « le Bwerk ». Plus tard encore, au début de 2021, Youn annonce un nouveau retour de Fatal Bazooka. « Comme on refait de la télé ensemble, et qu'on a envie de faire des blagues en chansons, on s'est dit : "On va ressusciter Fatal". Il n'y a pas de calcul derrière ça » explique-t-il. Il en sort le single, Le Bwerk, et son clip respectif.

## Postérité
Pour ABCR du Son, Fatal bazooka est « au-delà du strict “cas”  [...], une belle occasion de brosser un portrait en creux de l’“industrie culturelle” française en 2007 ».

## Discographie

### Singles
- 2006 : Fous ta cagoule
- 2007 : Mauvaise foi nocturne (feat. Vitoo)
- 2007 : J'aime trop ton boule (feat. Magloire)
- 2007 : Trankillement
- 2007 : Parle à ma main (feat. Christelle Bazooka et Yelle)
- 2007 : Auto-clash
- 2008 : C'est une pute (feat. Christelle Bazooka)
- 2010 : Tuvaferkwa ?!
- 2010 : Moi, j'veux du uc !
- 2010 : Canapi
- 2010 : Ce matin va être une pure soirée (feat. Big Ali, PZK, Dog SoSo et Chris Prolls)
- 2014 : Ce soir sans mon sexe
- 2015 : K-Gol
- 2020 : J'arrive pas à danser (reprise de Ma Baker par Boney M.)
- 2021 : Le Bwerk

## Distinctions

### Nominations
- 2008 : NRJ Music Awards – groupe/duo français[13]
- 2008 : NRJ Music Awards – clip de l'année avec Parle à ma main[13]
- 2008 : Victoires de la musique – Album de musiques urbaines avec T'as vu[13]
- 2008 : Victoires de la musique – Vidéo-clip de l'année avec Mauvaise foi nocturne[13]

### Récompenses
- 2008 : NRJ Music Awards pour le clip de l'année avec Parle à ma main[réf. nécessaire]